# Robot mobilny
Robot mobilny – robot zdolny do zmiany swojego położenia w przestrzeni. Roboty tego rodzaju mogą pływać, latać lub jeździć. Roboty mobilne mogą być robotami autonomicznymi, tzn. takimi których prawie nic nie ogranicza np. przewody sterujące bądź zasilające (a jedyne ograniczenia to np. ściany lub przestrzeń w jakiej się znajdują itp.). Poniższe informacje dotyczą robotów poruszających się po ziemi.

## Klasy
Klasa robota zapisywana jest jako {\displaystyle (\Delta _{m},\Delta _{s})} gdzie:
{\displaystyle \Delta _{m}} [stopień mobilności robota]liczba stopni swobody bazy (korpusu) robota, które mogą być zmieniane poprzez zmianę prędkości koła,
{\displaystyle \Delta _{s}} [stopień sterowalności (kierowalności) robota] oznacza liczbę niezależnie orientowanych kół kierowanych (skrętnych).
Liczby te (aby ruch był możliwy)zawierają się w granicach:
{\displaystyle 1\leqslant \Delta _{m}\leqslant 3,}
{\displaystyle 0\leqslant \Delta _{s}\leqslant 2,}
{\displaystyle 2\leqslant \Delta _{m}+\Delta _{s}\leqslant 3}
i przedstawiają kolejno klasy:
(3,0) – robot posiada trzy koła szwedzkie,
(2,1) – robot posiada jedno koło kierowane oraz dwa koła kastora,
(2,0) – robot zwany inaczej unicycle, posiadający dwa koła umieszczone na wspólnej osi z których każde może obracać się z różną prędkością oraz jedno koło Kastora,
(1,2) – robot posiadający dwa koła kierowane oraz jedno koło Kastora (roboty tego typu sprawiają największy problem podczas sterowania),
(1,1) – robot zwany samochodem kinematycznym, zachowujący się podczas sterowania tak samo jak samochód posiada jedno koło kierowane.
Klasa (3,0) opisuje robot, który jest holonomiczny. Pozostałe klasy dotyczą robotów nieholonomicznych.

## Wzory
{\displaystyle L} – połowa szerokości platformy (podwozia)
{\displaystyle \beta } – kąt skrętu koła sterującego
{\displaystyle \eta ,\zeta } – prędkości sterujące
{\displaystyle \theta } – orientacja robota
{\displaystyle \eta _{1},\eta _{2}} – prędkość liniowa względem osi x i y układu lokalnego
{\displaystyle \eta _{3}} – prędkość kątowa

### Klasa (3,0)
{\displaystyle {\begin{bmatrix}x^{'}\\y^{'}\\\theta ^{'}\end{bmatrix}}={\begin{bmatrix}\cos \theta &-\sin \theta &0\\\sin \theta &\cos \theta &0\\0&0&1\end{bmatrix}}{\begin{bmatrix}\eta _{1}\\\eta _{2}\\\eta _{3}\end{bmatrix}}}

### Klasa (2,1)
{\displaystyle {\begin{bmatrix}x^{'}\\y^{'}\\\theta ^{'}\\\beta ^{'}\end{bmatrix}}={\begin{bmatrix}\cos(\theta +\beta )&0&0\\\sin(\theta +\beta )&0&0\\0&1&0\\0&0&1\end{bmatrix}}{\begin{bmatrix}\eta _{1}\\\eta _{2}\\\zeta \end{bmatrix}}}

### Klasa (2,0)
{\displaystyle {\begin{bmatrix}x^{'}\\y^{'}\\\theta ^{'}\end{bmatrix}}={\begin{bmatrix}\cos \theta &0\\\sin \theta &0\\0&1\end{bmatrix}}{\begin{bmatrix}\eta _{1}\\\eta _{3}\end{bmatrix}}}

### Klasa (1,2)
{\displaystyle {\begin{bmatrix}x^{'}\\y^{'}\\\theta ^{'}\\\beta _{1}^{'}\\\beta _{2}^{'}\end{bmatrix}}={\begin{bmatrix}-L[\sin \beta _{1}\sin(\theta +\beta _{2})+\sin \beta _{2}\sin(\theta +\beta _{1})]&0&0\\L[\sin \beta _{1}\cos(\theta +\beta _{2})+\sin \beta _{2}\cos(\theta +\beta _{1})]&0&0\\\sin(\beta _{2}-\beta _{1})&0&0\\0&1&0\\0&0&1\end{bmatrix}}{\begin{bmatrix}\eta _{1}\\\zeta _{1}\\\zeta _{2}\end{bmatrix}}}

### Klasa (1,1)
{\displaystyle {\begin{bmatrix}x^{'}\\y^{'}\\\theta ^{'}\\\beta ^{'}\end{bmatrix}}={\begin{bmatrix}-L\sin \theta \sin \beta &0\\L\cos \theta \sin \beta &0\\\cos \beta &0\\0&1\end{bmatrix}}{\begin{bmatrix}\eta _{1}\\\zeta _{1}\end{bmatrix}}}

## Roboty pływające
Pływające roboty mobilne, pomimo że mniej rozpowszechnione niż roboty lądowe i mniej efektowne niż latające, są obszerną kategorią robotów o szerokim wachlarzu zastosowań.
W kategorii pływających robotów mobilnych możemy wyodrębnić dwie klasy:
- bezzałogowe łodzie nawodne, które w literaturze[1][2] można odnaleźć jako: USV (ang. unmanned surface vehicle) lub ASC (ang. autonomous surface craft),
- bezzałogowe łodzie podwodne, UUV[3] (ang. unmanned undersea vehicle, unmanned underwater vehicle).

Potencjału użytkowego USV-ów i UUG-ów wykorzystywanych oddzielnie lub pracujących wspólnie nie można przecenić. Wynika on z faktu, że większą część naszej planety pokrywają morza i oceany, a o dnie morskim wiadomo mniej, niż o powierzchni księżyca.

### Dynamika
{\displaystyle M{\dot {v}}+C(v)v+D(v)v=\tau +R(\theta )^{T}b,}
gdzie:
{\displaystyle M} – macierz bezwładności,
{\displaystyle C} – macierz sił odśrodkowych i Coriolisa,
{\displaystyle D} – macierz tłumienia hydrodynamicznego,
{\displaystyle \tau } – siły i momenty napędowe związane z pojazdem,
{\displaystyle b} – stale zakłócenia środowiskowe o niskiej częstotliwości.

### Bezzałogowe łodzie nawodne
Technologia USV niesie ze sobą ogromne możliwości, tak jak np.:
- redukcja kosztów personelu,
- zmniejszenie zapotrzebowania na pracowników w obszarach niebezpiecznych,
- zmniejszone ryzyko i mniejsze konsekwencje błędów operatorskich,
- zwiększona precyzja operacyjna,
- zmniejszenie emisji zanieczyszczeń,
- możliwości dla nowych konstrukcji pojazdów,
- nowe koncepcje pracy.

USV można zazwyczaj wykorzystać do tak zwanych brudnych, nudnych i niebezpiecznych czynności.
- Brudne – monitoring obszarów katastrof, zanieczyszczonych i wystawionych na działanie środków NBC.
- Nudne – monitoring morski, przekaźniki komunikacyjne dla UUV, badania geofizyczne.
- Niebezpieczne – nadzór wojskowy, ekstremalne operacje i operacje w odległych obszarach (np. Arktyka).

### Autonomiczne pojazdy podwodne
Technologia UUV wykorzystywana jest głównie w celach militarnych oraz badawczych, takich jak np.:
- wywiad, obserwacja i rekonesans,
- zwalczanie min,
- kontrola/identyfikacja,
- oceanografia,
- węzły sieci komunikacyjnej/nawigacyjnej,
- zbieranie informacji,
- transport ładunków.

Bezzałogowe łodzie podwodne można podzielić na dwie kategorie:
- sterowane zdalnie przez operatora ROUV (ang. remotely operated underwater vehicle),
- łodzie autonomiczne AUV (ang. autonomous underwater vehicle).

## Roboty kroczące
Maszyna krocząca, lub inaczej robot kroczący to urządzenie techniczne, które przemieszcza się podobnie do większości zwierząt, czyli używając kończyn. Przez to lokomocja maszyn kroczących jest zdyskretyzowana, dlatego że kontakt z podłożem ograniczony jest do szeregu odseparowanych śladów.
Klasyfikacja maszyn kroczących ze względu na rodzaj stabilności:
- statycznie stabilne – posiadają dużo aktywnych stopni swobody, ich konfiguracja (postura) jest stała, ruch tego typu robotów opisany jest z wykorzystaniem wyłącznie metod kinematyki, trajektorie poruszania się korpusu i nóg zadawane są precyzyjnie i oczekiwana jest ich dokładna realizacja
- quasi-statycznie stabilne – w porównaniu z pierwszą grupą liczba aktywnych stopni swobody jest mniejsza. Pomiędzy stabilnymi statycznie fazami ruchu występują fazy, które są stabilne tylko dynamicznie np. dwunożne roboty kroczące o dużych stopach. W fazie dwupodporowej nawet gdy maszyna się zatrzyma (ruch zostanie wstrzymany) robot się nie przewróci. Natomiast w fazie jednopodporowej zatrzymanie ruchu spowoduje upadek maszyny.
- dynamicznie stabilne – zachowują się stabilnie tylko w czasie ruchu, a dokładniej w wyniku spełnienia warunków dynamicznej równowagi sił i momentów. Klasycznym przykładem maszyn dynamicznie stabilnych są roboty dwunożne i czteronożne poruszające się skokami, gdzie nogi przypominają odwrócone wahadło.

Klasyfikacja ze względu na liczbę nóg:
- jednonożne – maszyny skaczące przypominające odwrócone wahadło,
- dwunożne(bipedy) – maszyny skaczące typu odwrócone wahadło lub maszyny humanoidalne – dwóch rodzajów – pierwszy typ quasi-statyczne z dużymi nogami np. robot ASIMO firmy Honda oraz drugi typ dynamicznie stabilny, modelowym przykładem tej grupy jest PETMAN z BostonDynamics,
- czworonożne(quadropedy) – roboty czworonożne zazwyczaj budową kończyn przypominają owady, są stabilne statycznie, innym modelem konstrukcji maszyn czworonożnych są konstrukcje inspirowane ssakami posiadające kończyny podobne do kończyn psów lub koni (np. robot BigDog),
- sześcionożne(hexapody) i ośmionożne – roboty statycznym chodem oraz posturą przypominają owady,
- wielonożne – maszyny te składają się z wielu segmentów z kończynami i są inspirowane stonogami poruszają się, generując wężowy ruch ciała.

Roboty kroczące charakteryzowane są przez sposób swojego poruszania się. Chód w znaczeniu ogólnym to sposób przemieszczania się przy pomocy nóg. Podstawowym wyróżnikiem rodzaju chodu jest kolejność przestawień nóg, a nie prędkość ruchu. Niemniej jednak pewne sekwencje przestawień nóg są typowe dla określonych zakresów prędkości chodu. Na przykład galop koni charakteryzujący się cyklicznym przestawianiem pary nóg przednich i pary nóg tylnych jest typowy dla dużych prędkości. Własności chodu owadów identyfikowane są pięcioma zasadami Hughesa i Wendlera:
- fale przemieszczeń nóg przenoszą się od tyłu do przodu ciała i żadna następna noga nie zostanie podniesiona zanim noga znajdująca się za nią nie jest postawiona,
- naprzeciwległe nogi znajdujące się w tym samym segmencie ciała są przesunięte w fazie ruchu,
- czas transferu jest stały dla wszystkich nóg niezależnie od prędkości ruchu,
- czas podparcia maleje w miarę wzrostu prędkości ruchu, rośnie więc częstość kroczenia,
- odstępy czasu między podniesieniem nogi tylnej środkowej oraz między podniesieniem nogi środkowej i przedniej są porównywalne, podczas gdy taka różnica czasu pomiędzy nogą tylną a przednią zmienia się proporcjonalnie do częstości kroczenia.

## Roboty latające
Istnieje szeroki wachlarz zastosowań jakie oferują roboty latające. Osiągnięcia w tej dziedzinie są silnie wykorzystywane w zastosowaniach wojskowych. Jednostki latające używane są głównie do zadań takich jak obserwacja, namierzanie oraz w różnych misjach jako nadzór. Obecnie jednostki latające są również coraz powszechniej wykorzystywane do celów cywilnych. Można tutaj wymienić takie zadania jak zdalna akwizycja pomiarów i obrazów, obserwację, transport, a także dostarczanie dóbr na odległość.
Roboty latające niosą za sobą wiele wyzwań z różnych dziedzin. Można do nich zaliczyć regulację stanu jednostki latającej, regulację lotu, zapobieganie kolizjom, jak również zapewnienie bezpieczeństwa na każdym etapie lotu.
Termin „roboty latające” jest często kojarzony z Robertem Michelsonem, twórcą klasy robotów, które są małymi, inteligentnymi robotami latającymi. Jednakże jest oczywiste, że grupa robotów latających jest bardzo szeroka. Wyróżnić można dwie zasadnicze grupy jednostek latających:
- robotyczne maszyny latające, zorientowane na platformę,
- roboty wykorzystujące maszyny latające, które to zorientowane są na wykonywane działanie.

Możliwe jest jednoczesne połączenie owych dwóch grup; określa się to połączenie jako platformę robotyczną zorientowaną na wykonywane działanie. W lotniczym żargonie wyróżnia się także bezzałogowe statki latające (unmanned aerial vehicle UAV). Można również wyróżnić bezzałogowe systemy latające (unmanned aerials system UAS), które pozwalają na stworzenie infrastruktury umożliwiającej interakcję człowieka z systemem, pomagając mu w osiągnięciu zadanych celów.
Obecnie istnieje wiele różnych konstrukcji robotów latających, zarówno stałopłatów (np. MQ-1 Predator), wiropłatów(np. quadrocoptery), jak i skrzydłowców (np. Dragonfly). Warto zwrócić uwagę szczególnie na ostatni typ, ponieważ są to ciekawe konstrukcje bazujące na rozwiązaniach stworzonych przez naturę (np. Festo SmartBird i Festo BionicOpter).
Obiekty takie mogą zarówno posiadać pewny stopień autonomiczności przy wykonywaniu z góry określonych zadań, jak i mogą być sterowane zdalnie przez operatora.

### Zastosowania
Lista możliwych zastosowań robotów latających jest bardzo długa. Można podzielić je zasadniczo na 9 grup:
- pomiar zdalny (mapowanie, meteorologia, geologia,...),
- pomoc podczas katastrof (wykrywanie wycieków chemicznych, monitoring powodzi, pożarów wielkoobszarowych),
- monitorowanie (monitoring ruchu ulicznego, pomoc policji,...),
- poszukiwanie i ratunek (głównie w obszarach trudno dostępnych),
- transport (dostarczanie ładunków),
- komunikacja (przełączniki telekomunikacyjne),
- dostarczanie ładunków,
- akwizycja wideo (kinematografia, rozrywka w czasie rzeczywistym).

### Przykłady robotów latających
- V-1 Niemiecki pocisk z XX-wieku[6]
- Festo BionicOpter[7]
- Festo SmartBird
- Quadrocopter swarm[8]

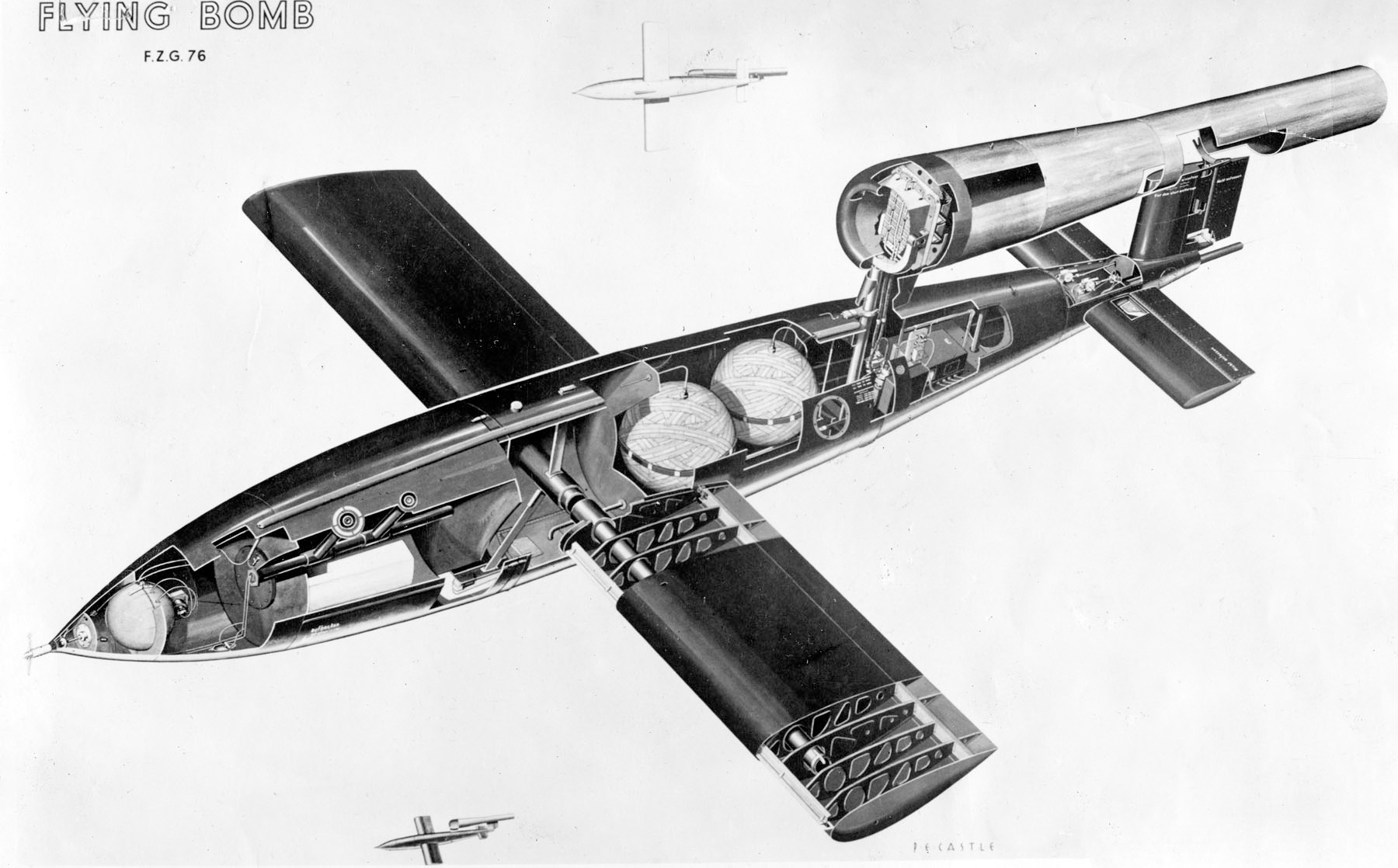
V-1
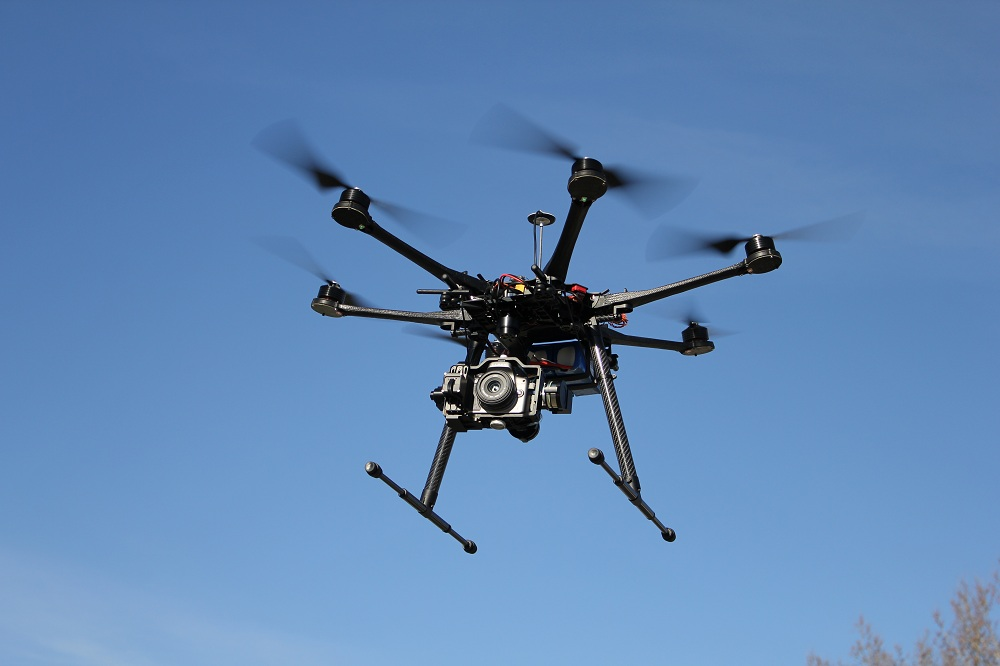
Hexacopter
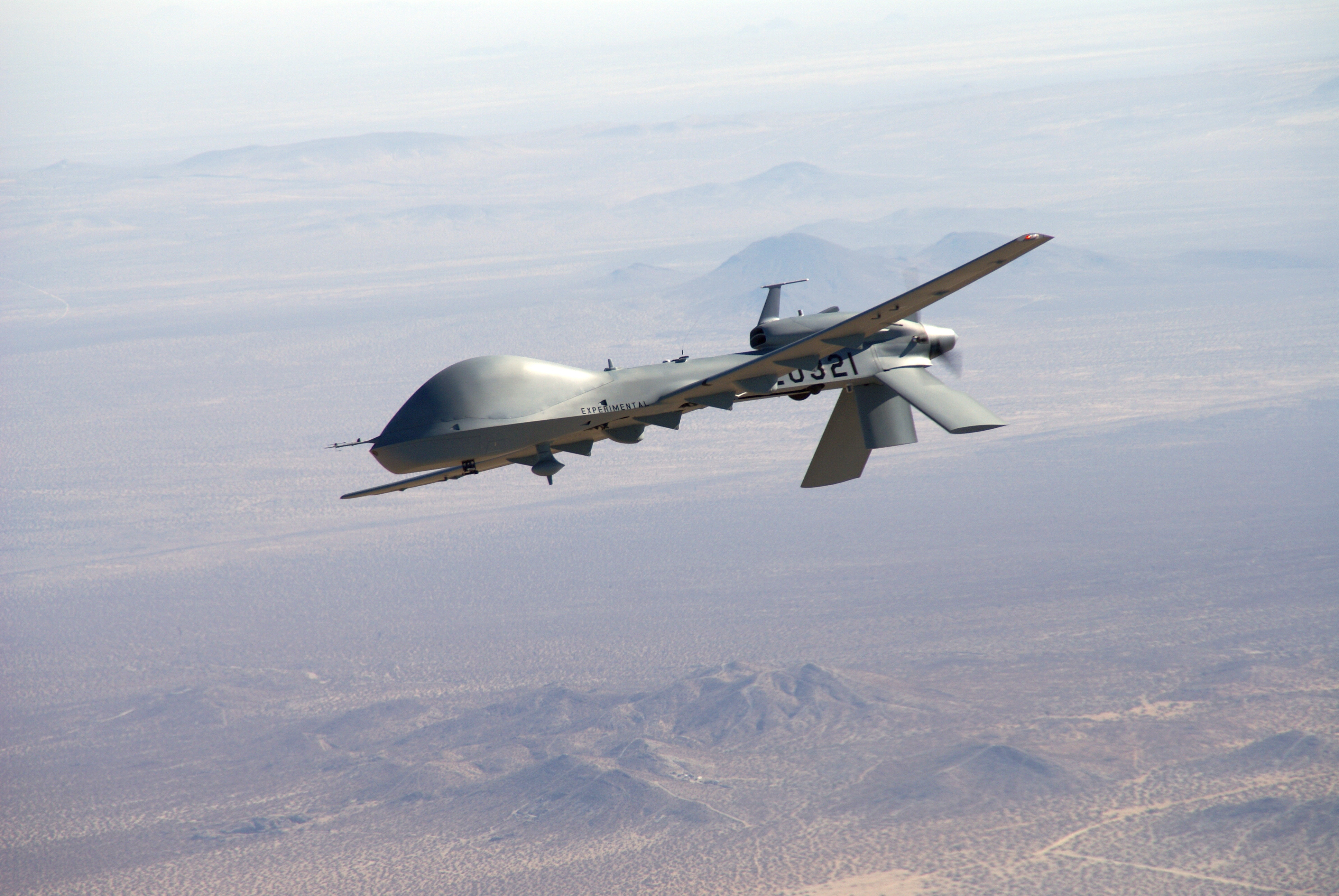
MQ-1
Festo SmartBird